# Amt Molfsee
Het Amt Molfsee is een Amt in de Duitse deelstaat Sleeswijk-Holstein. Het omvat zes gemeenten in de Kreis Rendsburg-Eckernförde.

## Deelnemende gemeenten
- Blumenthal
- Mielkendorf
- Molfsee
- Rodenbek
- Rumohr
- Schierensee